# Nianimaru Forest Park
Der Nianimaru Forest Park (Schreibvariante: Niani Maru Forest Park) ist ein Waldgebiet im westafrikanischen Staat Gambia.

## Topographie
Das 607 Hektar große Waldgebiet liegt in der Central River Region im Distrikt Nianija und wurde, wie die anderen Forest Parks in Gambia, zum 1. Januar 1954 eingerichtet. Der Nianimaru Forest Park liegt in Luftlinie rund neun Kilometer nordwestlich der Orte Wassu und Kuntaur, in zehn Kilometer Entfernung liegt im Westen der Kahi Badi Forest Park.
Das ungefähr 3,8 lange und 1,8 Kilometer breite Gebiet wird begrenzt vom rechten nördlichen Ufer des Gambia-Flusses. In unmittelbarer Nähe, in südöstlicher Richtung, befindet sich die Binneninsel Bird Island im Fluss.

## Sehenswürdigkeiten
Der Nianimaru Forest Park liegt in einer Region, in der zahlreiche senegambischen Steinkreise zu finden sind, unter anderem die Steinkreise von Niani Maru.

## Geschichte
Im 15. Jahrhundert unterhielten die Portugiesen, die ersten Europäer, die in der Geschichte Gambias am Gambia-Fluss waren, zahlreiche Stützpunkte. Unter anderem hatten sie eine Handelsstation Namens Nyani Maru, das Waldgebiet hat seinen Namensursprung von diesem Ort.